# Pop Life (album de David Guetta)
Pour les articles homonymes, voir Pop Life.
Albums de David Guetta
Guetta Blaster
(2004) One Love
(2009)
Pop Life est le troisième album studio de David Guetta. Il est sorti le 18 juin 2007. Pop Life s'est vendu à 530 000 exemplaires dans le monde, principalement en Europe. L'album est coproduit par Joachim Garraud, on retrouve sur de nombreux titres son collaborateur vocal de longue date, Chris Willis, ainsi que JD Davis (chanteur entre autres de The World Is Mine) et d'autres invités comme Juliet, Tara McDonald, Cozi ou encore Thailand.

## Singles
1. Love Is Gone est le 1er single extrait de l'album, avec la collaboration du chanteur américain Chris Willis. Sorti en juin 2007, la version officielle est remixé par Fred Rister et Joachim Garraud.
2. Baby When the Light est le 2e single extrait de l'album, avec la collaboration de la chanteuse britannique Cozi. Sorti en octobre 2007, le titre est produit par Steve Angello
3. Delirious est le 3e single extrait de l'album, avec la collaboration de la chanteuse britannique Tara McDonald, sorti en février 2008.
4. Tomorrow Can Wait est le 4e single extrait de l'album, avec la collaboration du chanteur américain Chris Willis. Sorti en juin 2008, la version officielle différente de la version de l'album est remixé par le DJ allemand Tocadisco.
5. Everytime We Touch est le 5e single extrait de l'album, avec la collaboration du chanteur américain Chris Willis. Sorti en octobre 2008, le titre est produit par le DJ suédois Steve Angello.

- À noter que le titre Love Don't Let Me Go (Walking Away) sorti en juin 2006 est également présent sur l'album.

## Critique
Le site Parisfraise.com décrit l'album comme « un groove house, des voix gospel, et des sons acid ou new-wave, le tout pulsant avec une énergie communicative. »

## Liste des pistes
| 1.    | Baby When the Light (feat. Cozi Costi)                                          | Steve Angello, Cathy Dennis, Joachim Garraud, David Guetta, Henry Walter | Guetta, Dennis                         | 3:27 |
| 2.    | Love Is Gone (feat. Chris Willis)                                               | Garraud, Guetta, Fred Rister                                             | Guetta, Riesterer, Garraud             | 3:08 |
| 3.    | Everytime We Touch (avec Steve Angello & Sebastian Ingrosso feat. Chris Willis) | Angello, Garraud, Guetta, Sebastian Ingrosso                             | Guetta, Garraud, Angello, Ingrosso     | 3:40 |
| 4.    | Delirious (feat. Tara McDonald)                                                 | Garraud, Guetta, McDonald, Carl Ryden                                    | Garraud, Guetta                        | 4:31 |
| 5.    | Tomorrow Can Wait (avec Tocadisco feat. Chris Willis)                           | Guetta, Garraud, Tocadisco, Karen Poole                                  | Guetta, Garraud, Tocadisco             | 3:33 |
| 6.    | Winner of the Game (feat. JD Davis)                                             | Guetta, Garraud, David Henrard, Xavier Clayton                           | Guetta, Garraud                        | 3:02 |
| 7.    | Do Something Love (feat. Juliet)                                                | Guetta, Garraud, Ben Chapman, Jim Irvin, Juliet Richardson               | Guetta, Garraud                        | 4:10 |
| 8.    | You're Not Alone (feat. Tara McDonald)                                          | Guetta, Garraud, McDonald, Ryden                                         | Guetta, Garraud                        | 3:54 |
| 9.    | Never Take Away My Freedom (feat. Chris Willis)                                 | David Guetta, Garraud, Chris Willis                                      | Guetta, Garraud                        | 4:09 |
| 10.   | This Is Not A Love Song (feat. JD Davis)                                        | Guetta, Garraud, John Lydon, Keith Levere, Martin Atkins                 | Guetta, Garraud                        | 3:46 |
| 11.   | Always (feat. JD Davis)                                                         | Guetta, Garraud, Henrard, Clayton                                        | Guetta, Garraud                        | 4:00 |
| 12.   | Joan of Arc (feat. Thailand)                                                    | Guetta, Garraud, Alexander Perls, Marc Linquist                          | Guetta, Garraud                        | 4:01 |
| 13.   | Love Is Gone (Fred Rister & Joachim Garraud Remix) (feat. Chris Willis)         | Guetta, Garraud                                                          | Fred Rister & Joachimg Garraud (Remix) | 3:22 |
| 48:40 |                                                                                 |                                                                          |                                        |      |

| France Édition limitée | France Édition limitée                                              | France Édition limitée                                                                                         | France Édition limitée       | France Édition limitée | France Édition limitée | France Édition limitée | France Édition limitée | France Édition limitée | France Édition limitée |
| No                     | Titre                                                               | Auteur | Producer(s)                  | Durée                  |                        |                        |                        |                        |                        |
| ---------------------- | ------------------------------------------------------------------- | --- | ---------------------------- | ---------------------- | ---------------------- | ---------------------- | ---------------------- | ---------------------- | ---------------------- |
| 14.                    | Love Don't Let Me Go (Walking Away) (vs The Egg feat. Chris Willis) | Guetta, Garraud, Willis, Idris Rahman, Jean-Charles Carre, Jeremy Bewley, Matt Scott, Ned Scott, Sophie Barker | Graham Barton, Matthew White | 3:15                   |                        |                        |                        |                        |                        |
| 15.                    | Don't Be Afraid (feat. Chris Willis)                                | Guetta, Garraud, Chris Willis                                                                                  | Guetta, Garraud              | 3:16                   |                        |                        |                        |                        |                        |
| 16.                    | Take Me Away (feat. Chris Willis)                                   | David Guetta, Joachim Garraud, Chris Willis                                                                    | Guetta, Garraud, Hal Ritson  | 4:25                   |                        |                        |                        |                        |                        |
| 17.                    | The Making of Poplife (DVD Bonus)                                   | |                              | 18:30                  |                        |                        |                        |                        |                        |
| 59:37                  |                                                                     | |                              |                        |                        |                        |                        |                        |                        |

| 1. | Rock the Disco (Opendisc feature)                                     | 3:58    |
| 2. | Love Is Gone (avec Chris Willis) (Fuzzy Hair Dub) (Opendisc feature)  | 5:47    |
| 3. | Baby When the Light (avec Cozi) (Joe T Vanelli Dub)(Opendisc feature) | 9:30    |
| 4. | Poplife Medley (Opendisc feature)                                     | 2:50    |
| 5. | David Guetta Interview (Opendisc feature)                             |         |
| 6. | Pop Life Album Mix (Opendisc feature)                                 | 1:00:54 |

### Pop Life Ultimate Edition
| 1. | Love Is Gone (Amo & Navas Remix)                       |  |
| 2. | Love Is Gone (Eddie Thoneick's Liberte Edit Mix)       |  |
| 3. | Love Is Gone (Fred Rister & Joachim Garraud Remix)     |  |
| 4. | Love Is Gone (Fuzzy Hair Remix)                        |  |
| 5. | Baby When The Light (Dirty South Remix)                |  |
| 6. | Baby When The Light (Fred Rister & David Guetta Remix) |  |
| 7. | Baby When The Light (Joe T. Vannelli Remix)            |  |
| 8. | Baby When The Light (Laidback Luke Remix)              |  |
| 9. | Joan Of Arc (Crookers Pimp My Ark Mix)                 |  |

| 1.  | Delirious (Laidback Luke Remix)                |  |
| 2.  | Delirious (Arno Cost & Norman Doray Remix)     |  |
| 3.  | Delirious (Fred Rister Remix)                  |  |
| 4.  | Delirious (Morefield & Bates Remix)            |  |
| 5.  | Tomorrow Can Wait (Sharam's Celtics Vox Remix) |  |
| 6.  | Tomorrow Can Wait (Arias Remix)                |  |
| 7.  | Tomorrow Can Wait (Tocadisco Evil Mix)         |  |
| 8.  | Everytime We Touch (Inpetto Remix)             |  |
| 9.  | Everytime We Touch (David Tort Remix)          |  |
| 10. | Everytime We Touch (Robbie Rivera Remix)       |  |

| 1. | Everytime We Touch (Inpetto Remix)       |  |
| 2. | Everytime We Touch (David Tort Remix)    |  |
| 3. | Everytime We Touch (Robbie Rivera Remix) |  |
| 4. | Everytime We Touch (Extended Remix)      |  |

| 1. | Love Is Gone (Video)        |  |
| 2. | Baby When The Light (Video) |  |
| 3. | Delirious (Video)           |  |
| 4. | Tomorrow Can Wait (Video)   |  |

## Classement des ventes
| Pays                   | Meilleure position |
| ---------------------- | ------------------ |
| Europe                 | 23                 |
| France Vente physique  | 2                  |
| France téléchargements | 3                  |
| Belgique Wallonie      | 4                  |
| Suisse                 | 8                  |
| Autriche               | 31                 |
| Belgique Flandre       | 83                 |